# Philonis
Philonis (altgriechisch Φιλονίς Philonís) ist eine Frauengestalt der griechischen Mythologie.
Als Tochter des Deion war sie zugleich Geliebte des Apollon und des Hermes, mit denen sie in derselben Nacht das Lager teilte. Von Apollon wurde sie Mutter des Philammon, von Hermes Mutter des Autolykos.
In späteren Mythen wird die gleiche Geschichte von Chione, der Tochter des Daidalion erzählt, oder auch von Leukonoë.